# La Cañada Fútbol Club
La Cañada Fútbol Club es un equipo de fútbol de Costa Rica. Actualmente milita en LINAFA.

## Historia
El equipo de La Cañada F. C. se enfrentó en semifinales contra el Proyecto Naranjo por la disputa al ascenso de LINAFA, tras obtener la  por el marcador global 6-4, mientras en la final, el equipo se enfrentó ante el Deportivo La Florida, donde logró cerrar la victoria por el marcador global 4-5, siendo este su ascenso a LINAFA.
El equipo tuvo su debut el 6 de agosto de 2023, en la temporada 2023-24 de LINAFA donde se enfrentó ante San Carlos F. C., el encuentro finalizó con la derrota 5-2 con las anotaciones de Bryan Solís y Alexis Jiménez.

## Datos del club

#### Tercera División
- Primer partido: 6 de agosto de 2023, Vs San Carlos F. C.[1]
- Primera victoria: 13 de agosto de 2023, 3-2 vs AF Lankester 1943.[2]
- Primera victoria como local: 13 de agosto de 2023, 3-2 vs AF Lankester 1943.[2]
- Primera victoria como visitante: 3 de septiembre de 2023, 1-2 vs A. D. Rosario.[3]
- Primera derrota: 6 de agosto de 2023, 5-2 vs San Carlos F. C.[1]
- Primera derrota como local: 13 de agosto de 2023, 3-2 vs AF Lankester 1943.[2]
- Primera derrota como visitante: 6 de agosto de 2023, 5-2 vs San Carlos F. C.[1]
- Primer gol: de agosto de 2023,  Bryan Solís, vs San Carlos F. C.[1]
- Mayor goleada a favor: 1 de octubre de 2023 (8-0 vs Unión Escazú).[4]

## Palmarés

### Títulos nacionales
| Competiciones nacionales   | Títulos | Subcampeonatos |
| -------------------------- | ------- | -------------- |
| Tercera División de LINAFA | 2023    |                |